# Arj Barker
Arjan Singh (nacido el 12 de agosto de 1974), conocido por el nombre artístico Arj Barker, es un comediante y actor estadounidense de San Anselmo, California. Ha realizado giras por Norteamérica, Australia, Nueva Zelanda y Europa. Él nació de un padre ingeniero y una madre artista, y es mitad indio , mitad europeo. Su padre es de herencia sij.

## Carrera
Desde temprana edad, intentaba reírme, pero no era algo consciente. Creo que tenía unos seis meses cuando me di cuenta de que necesitaba amigos en la vida y hacer reír a la gente funcionó para mí. A los nueve meses, salí de mi caparazón.
Daily Telegraph, 30 de junio de 2012
Barker comenzó su carrera en la comedia después de graduarse de la escuela secundaria en 1989. Sus primeros conciertos fueron en un viejo café llamado Caffe Nuvo en el centro de San Anselmo, donde ofrecía una noche de stand-up todos los domingos a principios de la década de 1990. Barker apareció en Premium Blend en 1997, seguido de apariciones en los programas Late Night con Conan O'Brien y The Glass House. En dos ocasiones presentó Comedy Central Presents, primero el 20 de septiembre de 2000 y nuevamente el 31 de marzo de 2006. Barker apareció en la serie animada de Comedy Central Shorties Watchin 'Shorties. Apareció en el programa australiano Thank God You're Here el 18 de octubre de 2006, el 19 de septiembre de 2007 y el 17 de junio de 2009.
Barker coescribió y actuó en The Marijuana-Logues, un espectáculo Off-Broadway en la ciudad de Nueva York, con Doug Benson y Tony Camin. El título del programa fue una parodia de The Vagina Monologues. NBC le dio a Barker el papel principal de la comedia de situación Nearly Nirvana, originalmente programada para 2004. Sin embargo, Barker fue reemplazado en el papel principal por el creador del programa, Ajay Sahgal, y el programa nunca se emitió.
Barker apareció en la comedia de HBO Flight of the Conchords, interpretando a Dave, el indiferente amigo de Bret y Jemaine. Barker ha tenido éxito en Australia durante varios años desde que apareció por primera vez en el Festival Internacional de Comedia de Melbourne en 2000, y actualmente reside allí. En los ARIA Music Awards de 2019 ganó el Mejor lanzamiento de comedia por Orgánico.

## Arj y Poopy
Barker también tiene su propia serie Flash, Arj and Poopy, basada en parte de su material de pie, que lo protagoniza a él y a su gato, Poopy, que habla tirando pedos. La serie está animada por Bernard Derriman y se ha sindicado a AtomFilms.
El episodio "Unlucky in Love" ganó la Selección de Internet del Festival Internacional de Cine de Animación de Annecy en 2006.

## Lista de episodios
1. "Experimentación"
2. "Máquina de remo veneciana"
3. "Filósofo"
4. "Brutalmente emboscado"
5. "Relación a larga distancia"
6. "Shpants"
7. "Desafortunado en el amor"
8. "Yoga"
9. "Oh árbol de navidad"
10. "Ganancia inesperada del Congo"
11. "Poetreet"

## Última posición cómica
Barker apareció como concursante en el primer episodio de la quinta temporada de Last Comic Standing , donde avanzó a la ronda semifinal de Los Ángeles. Luego no pudo avanzar a los 10 finales en la ronda semifinal.

## Medios de comunicación

### Álbumes
| Años | Álbum                       |
| ---- | --------------------------- |
| 1999 | Arj Barker: Issue Were Here |
| 2010 | Arj Barker: LYAO            |

### Lanzamientos de DVD
| Años | Álbum          |
| ---- | -------------- |
| 2006 | Live           |
| 2008 | Balls          |
| 2010 | Forever        |
| 2010 | LYAO           |
| 2012 | Joy Harvest    |
| 2013 | Heavy          |
| 2015 | Go Time        |
| 2017 | Get in My Head |
| 2018 | Organic        |